# 奧斯特里夫奇克-佩利內
49°53′41″N 24°43′33″E / 49.89472°N 24.72583°E
奧斯特里夫奇克-佩利內（羅馬化：Ostrivchyk-Pylnyi）是烏克蘭西部利維夫州佐洛奇夫區克拉斯內市鎮的村莊。該村面積1.75平方公里，海拔高度226米，2001年人口411，人口密度每平方公里234.86人。